# Brug 295
Brug 295 is een vaste brug in Amsterdam-Centrum.
De brug is gelegen in de zuidelijke kade van de Recht Boomssloot en voert over de Krom Boomssloot. Het is de eerste brug over de Krom Boomssloot vanuit het centrum gezien. De brug heeft een kadeverbinding met de Geurt Brinkgrevebrug (brug 296, over de Recht Boomssloot en in de Krom Boomssloot).
Er ligt hier al eeuwen een brug. De plattegrond van Pieter Bast uit 1599 laat brug 295 al zien, terwijl de brug 296 nog niet te zien is. Balthasar Florisz. van Berckenrode uit 1625 laat ter plekke al wel twee ophaalbruggen (295 en 296) zien. Ook de plattegrond van Gerrit de Broen uit 1737 toonde ophaalbruggen. De moderne geschiedenis van de brug begint in 1865. Een inwoner gaf aan dat bij het vernieuwen van deze brug, er een beweegbare brug zou moten komen. Er kwam wel een nieuwe brug, maar deze was niet (meer) beweegbaar. Foto’s uit circa 1900 tonen een brug die gelijkenis vertoont met de nabijgelegen brug 296, die 1889/1890 is vernieuwd. Het zijn alle twee liggerbruggen met ijzeren liggers met een dek van hout. Ze hebben daarbij dezelfde type balustrades. De bruggen lijken anno 2017 nog steeds op elkaar, maar hebben dan wel een wegdek van klinkers. Vermoedelijk zijn de bruggen rond 1960 vernieuwd, na die tijd zijn de klinkers te zien. Bij de vernieuwing zijn de brugnummers door elkaar gehaald. Dit is in 2016 gecorrigeerd, toen brug 296 vernoemd werd tot Geurt Brinkgrevebrug, brug 295 bleef daarbij vooralsnog naamloos. Dat de bruggen in het verleden door elkaar werden gehaald bleek wel uit de officieuze benamingen. Beide bruggen werden wel aangeduid met Boomsbrug dan wel Boomssluis, naar Cornelis Boom. In april 2016 vervielen die officieuze benamingen.

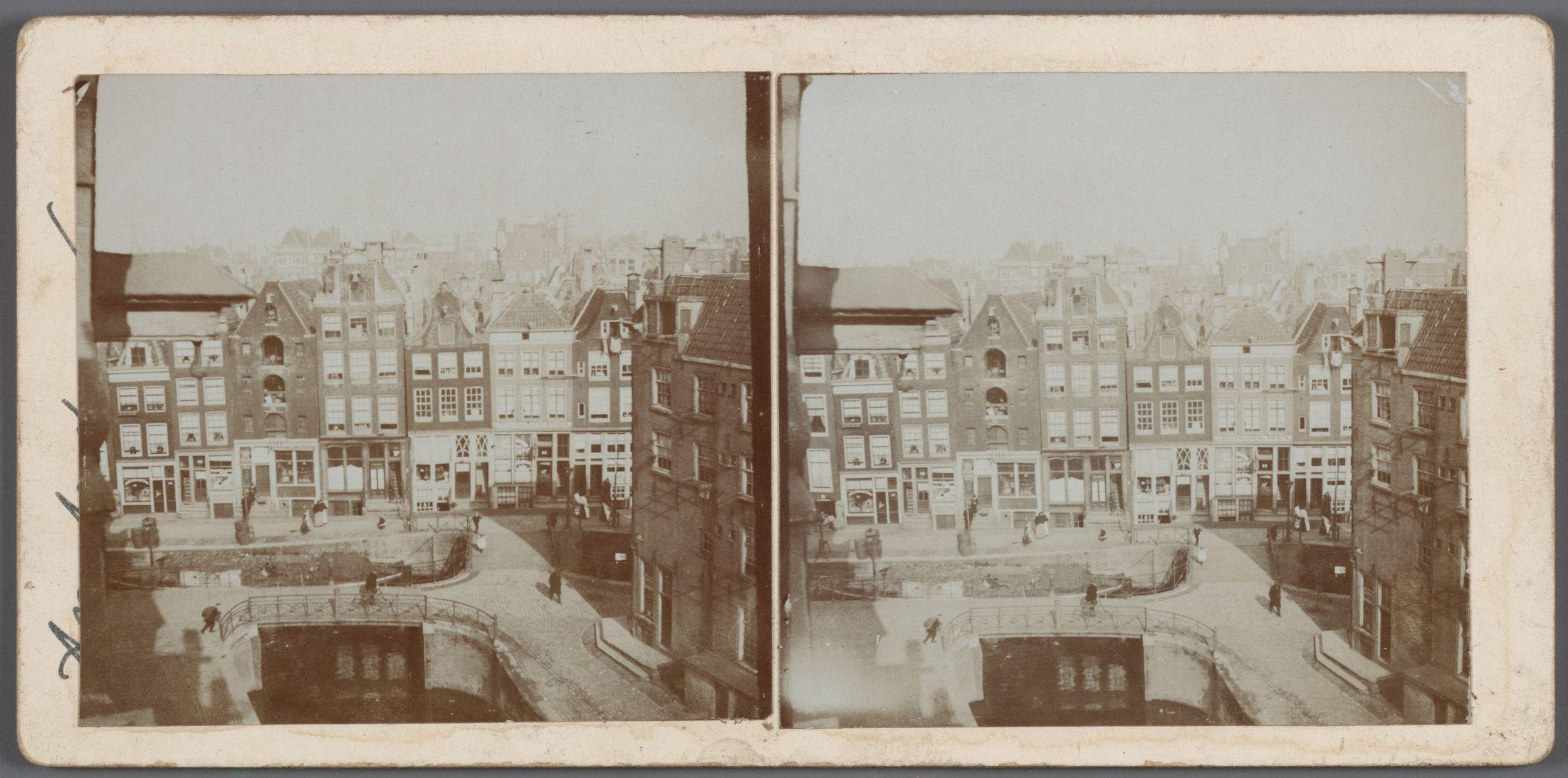
Maarten Beschop met brug 295 (van links naar rechts) en brug 296 (van boven naar beneden) in 1900

<<< · 200 · 201 · 202 · 203 · 204 · 205 · 206 · 207 · 208 · 209 ·  210 · 211 · 212 · 213 · 214 · 215 · 216 · 217 · 218 · 220 · 221 · 222 · 223 · 224 · 225 · 226 · 227 · 228 · 228P · 229 · 230 · 231 · 232 · 233 · 234 · 235 · 236 · 237 · 238 · 239 ·  240 · 241 · 242 · 243 · 244 · 245 · 246 · 247 · 248 · 249 ·  250 · 251 · 252 · 253 · 254 · 255 · 256 · 257 · 258 · 259 · 260 · 261 · 262 · 263 · 264 · 265 · 266 · 267 · 270 · 271 · 272 · 273 · 274 · 275 · 277 · 278 · 279 · 280 · 281 · 283 · 285 · 286 · 287 · 288 · 289 · 290 · 291 · 292 · 293 · 295 · 296 · 297 · 298 · 299 · >>>
Brugnummers 219, 268, 269, 276, 282, 284, 294 zijn niet (meer) in omloop.